# 貝利亞斯菊石
貝利亞斯菊石，又名貝里阿斯菊石，是生存在侏羅紀末提通期至白堊紀初貝里亞期海洋中的一屬菊石，在該段時期的地層中有廣泛的分布，為此兩紀間過渡階段的代表物種之一，其名稱即源自於貝里亞期。牠們是繁盛於侏羅紀的旋菊石類之後裔。其化石被發現於歐洲、中南美和西南亞等地。

## 特徵
貝利亞斯菊石的殼形較為扁平，殼的側面有密集排列的彎曲Y形肋條，於腹側中央不相連，由一淺溝隔開。

## 物種[1]
- Berriasella (Berriasella)
- Berriasella (Elenaella)
- Berriasella berthei
- Berriasella calisto
- Berriasella callisto
- Berriasella colombiana
- Berriasella jacobi
- Berriasella oppeli
- Berriasella sabatasi